# Канарио (футболист)
Дарси Силвейра дос Сантос (порт. Darcy Silveira dos Santos; род. 24 мая 1934, Олария, зона Леополдина, Рио-де-Жанейро), более известный под именем Канарио (порт. Canário) — бразильский футболист, правый нападающий. Сейчас проживает в Сарагосе.

## Карьера
Детство Канарио прошло в пригороде Рио-де-Жанейро Оларии, в районе Вила да Пенья, где он начинал играть в футбол. Когда ему было 19 лет, его игру заметили скауты местного клуба «Олария» и пригласили к себе. В апреле 1954 года он перешёл в «Америку», с которой выиграл два чемпионата Рио, а также был вызван в сборную Бразилии, в составе которой дебютировал 12 июня 1956 года в матче с Парагваем на Кубке Освалдо Круза. А всего провёл за сборную Канарио провёл 7 игр и забил 2 гола.
В 1959 году Канарио уехал в Испанию в клуб «Реал Мадрид», который купил игрока вместе с Диди, суперзвездой прошедшего чемпионата мира. Но несмотря на то что класс Диди, как игрока был выше класса Канарио, именно второй футболист смог показать в Испании более высокий уровень игры. В составе «Реала» Канарио провёл 2 сезона, выиграв Кубок чемпионов, Межконтинентальный кубок и два чемпионата Испании.
Затем Канарио играл в «Севилье», а затем в «Сарагосе», где стал часть линии напрадения клуба, названную «Пять великолепных». С которой Канарио выиграл Кубок Испании и Кубок ярмарок в 1964 году. В 1965 году клуб дошёл до финала Кубка Испании и занял третье место в чемпионате, а через год до финала Кубка ярмарок, в которых оба раза проиграл. Завершил карьеру Канарио в «Мальорке».

## Достижения
- Чемпион штата Рио-де-Жанейро: 1953, 1954
- Обладатель кубка Освалдо Круза: 1956
- Обладатель кубка Атлантики: 1956
- Обладатель кубка европейских чемпионов: 1960
- Обладатель межконтинентального кубка: 1960
- Чемпион Испании: 1961, 1962
- Обладатель кубка Испании: 1964
- Обладатель кубка Ярмарок: 1964